# マイケル・クレトゥ
マイケル（ミヒャエル）・クレトゥ（英語: Michael Cretu, 1957年5月18日 - ）は、ルーマニアの首都ブカレスト生まれのルーマニアのミュージシャンで、音楽プロジェクトであるエニグマの創設者・プロジェクトの中心人物である。
本名はルーマニア語で、ミハイ・クレツゥ（ルーマニア語: Mihai Creţu）。ニックネームは、カーリーM.C.（ルーマニア語でCreţuはカーリーヘアーという意味がある）。
エニグマ名義で、1990年12月にリリースされたデビューアルバム『サッドネス・永遠の謎』は、世界中でヒット、41カ国のチャートで1位を記録した。全米アルバムチャートでは約5年間(282週間)にわたってチャートに残った。『サッドネス・永遠の謎』は、アメリカ合衆国で4個のプラチナムを獲得したのを始め、世界中で合計60個以上のプラチナムを獲得した。

## 生い立ち
ルーマニアの首都ブカレスト郊外で、ルーマニア・コンスタンツァ出身のルーマニア人の父親とルーマニア生まれのオーストリア人の母親の間にて生まれた。おじイオン・ヴォイクはルーマニアの有名なヴァイオリニストで、ジョルジェ・エネスク・フィルハーモニー管弦楽団の指揮者であった。
クレトゥは幼小より音楽の才能を表した。1965年、ブカレストの音楽学校でクラシック音楽の勉強を開始した。クレトゥは、1968年からフランス・パリに一時留学した。その後ルーマニアに帰国して17歳の時に、西ドイツに渡った。1975年から1978年にかけて西ドイツのフランクフルト・アム・マインにあるフランクフルト音楽院にて学び、音楽の学位を取得した。

## キャリア

### ソロ
1978年において、彼はファーストシングルである「Wild River」で、メジャーデビューを果たした。翌年の1979年にはファーストアルバム『Moon, Light & Flowers』をリリースした。1985年にサードアルバムである『Die Chinesische Mauer』をリリースした。このアルバムからシングルカットされた「サムライ」は、ヨーロッパ中でヒットした。
シングル曲「サムライ」は、クレトゥがソロで自ら歌い上げた中では最も売れ、かつ有名なシングル曲となった。

### プロデューサー
クレトゥはプロデューサーとして、マイク・オールドフィールドのアルバム『Islands』を始め数多くのアーティストの作品を手掛けてきた。特に、日本で絶大な人気があったアラベスクのメンバーでリード・ヴォーカリストだったサンドラ・アン・ロウアー(Sandra)の作品を数多くプロデュースしたことは有名である。
クレトゥは、ボニーMのスタジオで専属キーボードとして働いていた。彼がアラベスクのツアーに参加、そこでサンドラに出会った。1984年、クレトゥは、世界中でヒットしたドイツのバンドであるアルファヴィルのデビューシングル曲「Big In Japan」をカバーしたうえで、サンドラのデビュー・シングルとして「Japan ist weit」と題しリリースしたが、曲はヒットしなかった。その後、1985年において、クレトゥがサンドラに楽曲提供したシングル曲「Maria Magdalena」はヨーロッパを中心に世界でヒットし、21カ国のチャートで1位を記録した。同年、続けてシングル曲「In The Heat Of The Night」もヨーロッパを中心に大ヒットした。
1988年1月7日にて、サンドラと結婚、同年スペインのイビサ島に移住した。1990年において、クレトゥは、イギリスのミュージシャンであるデイヴ・モーガンによって1969年に曲制作されたシングル曲「ヒロシマ」をカバーして、サンドラに楽曲提供した。シングル曲「ヒロシマ」は、ドイツ、スイス、イスラエルなど数カ国のチャートでトップ5に入った。
1990年に音楽プロジェクトであるエニグマは結成され、世界中で大きなヒットを飛ばした。
映画のサウンドトラックにも進出した。1993年公開のパラマウント映画『硝子の塔』のサウンドトラックに「Carly's Song」を楽曲提供した。
ドイツの音楽プロジェクトであるが基本的にエニグマの曲制作はドイツでは行われず、活動舞台は主にクレトゥの住居とスタジオがあるスペインのイビサ島であった。

## ディスコグラフィ

### ソロ アルバム
- "Moon, Light & Flowers"（1979）
- "Legionäre"（1983）
- "Die Chinesische Mauer"（1985）
- "The Invisible Man"（1985）

### ソロ シングル
- "Wild River"（1978）
- "Shadows Over My Head"（1978）
- "Moonlight Flower"（1979）
- "Today、Today"（1983）
- "Der Planet Der Verlorenen Zeit"（1983）
- "Zeitlose Reise"（1983）
- "Total Normal"（1983）
- "Schwarzer Engel"（1984）
- "サムライ"（1985）
- "Die Chinesische Mauer"（1985）
- "Carte Blanche"（1985）
- "Silver Water"（1985）
- "Gambit"（1986）